# Alphaville (zespół muzyczny)
Alphaville – niemiecki zespół muzyczny powstały w 1982 w Münsterze, grający muzykę opartą na syntezatorach, z pogranicza rocka i synth popu, nawiązującą do stylów new romantic i rocka elektronicznego. Nazwę grupy zaczerpnięto z filmu Jean-Luc Godarda Alphaville (1965).
Najważniejszymi przebojami zespołu są: „Forever Young”, „Big in Japan”, „Sounds Like a Melody”, „A Victory of Love”, „Dance with Me” oraz „Jerusalem”.

## Historia
Przed powstaniem Alphaville Marian Gold należał do siedmioosobowej grupy artystycznej Melody Nelson (nazwa pochodziła od imienia głównej bohaterki albumu Serge'a Gainsbourga Histoire de Melody Nelson). W 1981 do Melody Nelson trafił Bernhard Lloyd, a po przeprowadzce do Münsteru muzycy grupy zmienił jej nazwę na Chinchilla Green. Pierwszy koncert Chinchilla Green odbył się 24 grudnia 1981 w klubie Forum, gdzie na zakończenie koncertu zespół zagrał utwór „Big in Japan".
Chinchilla Green rozpadł się wiosną 1982, po czym Lloyd i Gold zdecydowali się na dalszą współpracę. Wkrótce dołączył do nich Frank Mertens i jako trio przyjęli nazwę Forever Young. 31 grudnia 1982 zaprezentował utwór, również zatytułowany „Forever Young". W maju 1983 powstał materiał na płytę demo, który trafił do największych wytwórni muzycznych w Berlinie. Zespół podpisał umowę z Warner Music Group i pod jej skrzydłami rozpoczął pracę nad debiutanckim albumem. Podczas prac nad albumem doszło do zmiany nazwy zespołu na Alphaville. 27 września 1984 ukazał się album Forever Young. Pierwszym przebojem, który promował longplay, był utwór „Big in Japan”, który szybko doszedł na szczyt list przebojów w Niemczech, Szwecji i Szwajcarii. Sukces „Big in Japan” pozwolił Alphaville zaistnieć na liście amerykańskiego magazynu „Billboard”. W tym samym roku powstał cover utworu „Big in Japan” nagrany przez Sandrę. Drugim utworem promującym album był przebój „Sounds Like a Melody”, który dotarł na pierwsze miejsce list przebojów w Szwecji. Trzecim singlem był „Forever Young”, który odniósł największy sukces spośród trzech singli promujących debiutancki album. Teledysk do utworu „Forever Young” nagrano w miejscu, w którym wcześniej działał szpital psychiatryczny.
W 1984 Frank Mertens opuścił zespół, a nowym gitarzystą i klawiszowcem Alphaville zajął Ricky Echolette. W czerwcu 1986 formacja wydała album pt. Afternoons in Utopia, który przyniósł przebój „Dance with Me”. Utwór zdobył umiarkowaną popularność w kilku państwach Europy Zachodniej. Rok później zespół rozpoczął pracę nad kolejnym albumem pt. The Breathtaking Blue, który ukazał się w 1989. Piosenki z płyty posłużyły jako kanwa do filmu Songlines (1990). Po wydaniu trzeciego albumu zespół zawiesił działalność.
W 1994 doszło do reaktywacji zespołu, a niedługo później ukazał się singiel „Fools” będący zapowiedzią kolejnego albumu Alphaville. W 1994 grupa wydała płytę pt. Prostitute. W 1997 ukazał się longplay Salvation, który zawierał single: „Wishful Thinking”, „Flame”, „Soul Messiah". Single odniosły umiarkowany sukces komercyjny. 
W styczniu 2002 Alphaville wydał album pt. Forever Pop zawierający największe przeboje grupy w nowych aranżacjach. W lutym 2003 na rynku ukazał się album CrazyShow. W tym samym czasie Berhard Lloyd odszedł z zespołu. 25 i 26 maja 2018 zespół zagrał dwudniowy koncert w klubie Whisky a Go Go w Hollywood, który był transmitowany w internecie.

## Muzycy
| Obecny skład zespołu - Marian Gold – śpiew (od 1982) - David Goodes – gitara (od 2003) - Jakob Kiersch – perkusja (od 2003) - Carsten Brocker – instrumenty klawiszowe (od 2014) - Alexandra Merl – gitara basowa (od 2016) | Byli członkowie zespołu - Bernhard Lloyd – instrumenty klawiszowe (1982–2003) - Frank Mertens – instrumenty klawiszowe (1982–1984) - Ricky Echolette – instrumenty klawiszowe, gitara (1985–1997) - Robbie France (zmarły) – perkusja (1993–1995) - Shane Meehan – perkusja (1995–2003) - Martin Lister (zmarły) – instrumenty klawiszowe (2003–2014) - Maja Kim – gitara basowa (2011–2016) |

## Dyskografia

### Albumy
- Forever Young (1984)
- Afternoons in Utopia (1986)
- Amiga Compilation (1988)
- The Singles Collection (1988)
- The Breathtaking Blue (1989)
- First Harvest (1992, kompilacja)
- Prostitute (1994)
- Salvation (1997)
- Dreamscapes (1999, 8-płytowa antologia niepublikowanych i rzadkich utworów)
- Visions of Dreamscapes (1999, nakład limitowany, wydany tylko w Brazylii)
- Salvation (1999, wydanie amerykańskie)
- Stark Naked and Absolutely Live (2000, album koncertowy)
- Forever Pop (2001, płyta z remiksami)
- CrazyShow (2003, album 4-płytowy)
- CrazyShow Excerpts (2003)
- Dreamscapes Revisited (2005, 8-płytowa antologia niepublikowanych i rzadkich utworów (reedycja częściowa))
- Catching Rays on Giant (2010) – złota płyta w Polsce[10]
- Strange Attractor (2017)